# Céline Sciamma
Céline Sciamma (Pontoise, 12 de novembro de 1978) é uma cineasta e roteirista francesa.

## Filmografia[3]

### Diretora
- 2007 : Naissance des Pieuvres
- 2011 : Tomboy
- 2014 : Bande de filles
- 2019 : Portrait de la jeune fille en feu